# 정의여자중학교 (충남)
정의여자중학교는 충청남도 서천군 장항읍 화천리 310에 있었던 사립 중학교이다.

## 연혁
- 1957.06.10 : 재단법인 송죽학원 설립 인가
- 1958.09.15 : 신축교사 기공
- 1958.12.08 : 정의여자중학교 설립 인가 - 학급
- 1959.04.01 : 입학식 및 개교식 거행
- 1962.11.28 : 학칙 변경 인가 - 학급 증설
- 1969.11.27 : 학칙 변경 인가 - 15학급
- 1970.12.28 : 체육장 확장
- 1976.11.29 : 학칙 변경 인가 - 18학급
- 1991.05.13 : 개교 36주년 기념 행사
- 2000.02.12 : 제42회 졸업식
- 2001.02.28 : 폐교

## 같이 보기
- 원의중학교
- 정의여자고등학교
- 김옥선